# DonbassAero
DonbassAero (Oekraïens: Донбасаеро) was een Oekraïense luchtvaartmaatschappij met thuisbasis in Donetsk. Zij voerde passagiers-, vracht- en chartervluchten uit zowel binnenlands als naar diverse bestemmingen in Europa en het Midden-Oosten.

## Geschiedenis
DonbassAero werd opgericht in 1992 onder de naam Donetsk Aviation Enterprise als opvolger van Aeroflots Donetskdivisie. In 1999 werd de naam gewijzigd in Donbass-Eastern Ukrainian Airlines. Vanaf 2003 wordt de huidige naam DonbassAero gevoerd.

## Diensten
DonbassAero voert lijnvluchten uit naar: (zomer 2007)
Binnenland:
Tsjernivtsi, Donetsk, Kiev, Lviv, Odessa, Simferopol,
Buitenland:
Aleppo, Athene, Bakoe, Istanboel, Larnaca, Moskou, Tbilisi, Jerevan.

## Vloot
De vloot van Donbassaero bestaat uit: (juli.2006)
- 2 Airbus AB320-200
- 5 Yakolev Yak-42()
- 5 Yakolev Yak-42D
- 2 Antonov AN-24RV
- 5 Antonov AN-24V